# Kerstin Nilsson (skådespelare)
Kerstin Marianne Nilsson, född 8 juli 1933 i Uppsala, död 23 januari 2015 i Norrköping, var en svensk skådespelare.

## Biografi
Kerstin Nilsson var dotter till snickaren Nils Gustafsson och Margit Sofia Nilsson. Föräldrarna gifte sig 1935 och hon fick då efternamnet Gustafsson. Som femtonåring gick hon med i ett amatörteatersällskap och deltog i en ABF-grupps teaterstudier fram till studenten. När hon var tjugo tog hon teaterlektioner för Maja Benkow och vid Axel Witzanskys teaterskola. Hon var elev vid Norrköping-Linköping stadsteaters elevskola 1955–1958. Hon tillhörde sedan teaterns fasta ensemble karriären ut. Hon gick i pension 1993, men återvände redan nästa år till teatern. Hennes sista roll var som Selma Lagerlöf i Bildmakarna 2001.
Hon spelade 1957 rollen som journalisten Gun Backman i Ragnar Frisks film Klarar Bananen Biffen? 
1958 gifte hon sig med Kai Nilsson, med vilken hon fick en dotter och en son.
Kerstin Nilsson avled av tarmcancer. Hon är gravsatt i askgravlunden på Matteus begravningsplats i Norrköping.

## Priser och utmärkelser
- 1975 – Broocmanpriset

## Filmografi
| År   | Roll                    | Film                   | Noter    |
| ---- | ----------------------- | ---------------------- | -------- |
| 1957 | Gun Backman, journalist | Klarar Bananen Biffen? |          |
| 1977 | Ingrid                  | Jakten på Janne        | TV-serie |
| 1982 | Cirkusdirektrisen       | Man och Amanda         |          |

## Teater

### Roller
| År   | Roll                   | Produktion                                                                     | Regi                                 | Teater                           |
| ---- | ---------------------- | ------------------------------------------------------------------------------ | ------------------------------------ | -------------------------------- |
| 1955 | Marion                 | Blåjackor Lajos Lajtai och Lauri Wylie                                         | John Zacharias                       | Norrköping-Linköping stadsteater |
| 1956 |                        | Nalle Puh och hans vänner A.A. Milne                                           | Bertil Norström                      | Norrköping-Linköping stadsteater |
| 1956 | Flipote                | Tartuffe Molière                                                               | John Zacharias                       | Norrköping-Linköping stadsteater |
| 1956 | Zenzi                  | Vita hästen Hans Müller och Ralph Benatzky                                     | John Zacharias                       | Norrköping-Linköping stadsteater |
| 1957 | Meta                   | Vägen till Rom Robert E. Sherwood                                              | Kurt-Olof Sundström                  | Norrköping-Linköping stadsteater |
| 1957 |                        | Den kinesiska asken Finn Methling                                              | Lars-Erik Liedholm                   | Norrköping-Linköping stadsteater |
| 1957 |                        | Lysistrate Aristofanes                                                         | Olof Thunberg                        | Norrköping-Linköping stadsteater |
| 1958 | Maritorne              | Don Quijote – Riddaren av den sorgliga skepnaden Wulf Leisner                  | Lars-Erik Liedholm                   | Norrköping-Linköping stadsteater |
| 1958 |                        | Gäst i gryningen Alejandro Casona                                              | Gösta Folke                          | Norrköping-Linköping stadsteater |
| 1958 | Yolande                | Efter levande modell Michel Arnaud                                             | Lars-Erik Liedholm                   | Norrköping-Linköping stadsteater |
| 1959 | Carol                  | Den stora drömmen Robert Bolt                                                  | Lars-Erik Liedholm                   | Norrköping-Linköping stadsteater |
| 1959 | Kitty Verdun           | Här dansar Charleys tant George Abbot och Frank Loesser                        | Lars-Erik Liedholm                   | Norrköping-Linköping stadsteater |
| 1959 | Virginia               | Spöket på Canterville Bernt Callenbo                                           | Bertil Norström                      | Norrköping-Linköping stadsteater |
| 1959 | Jane                   | Ung och grön Dorothy Reynolds och Julian Slade                                 | Ingrid Luterkort                     | Norrköping-Linköping stadsteater |
| 1959 | Rolande                | Frestelse Jacques Deval                                                        | John Zacharias                       | Norrköping-Linköping stadsteater |
| 1960 | Baronessan von Bülow   | Napoleons tvätterska Victorien Sardou och Émile Moreau                         | John Zacharias                       | Norrköping-Linköping stadsteater |
| 1960 | Elisabet               | Det brinnande spjutet Tore Zetterholm                                          | Lars Barringer                       | Norrköping-Linköping stadsteater |
| 1960 | Agnès                  | Äktenskapsskolan Molière                                                       | Rune Carlsten                        | Norrköping-Linköping stadsteater |
| 1961 |                        | Dunungen Selma Lagerlöf                                                        | Sture Ericson                        | Norrköping-Linköping stadsteater |
| 1961 | Åsa                    | Miss 6 Bertil Norström och Gunnar Hoffsten                                     | Jackie Söderman                      | Norrköping-Linköping stadsteater |
| 1961 | Jelena Ivanovna Popova | Björnen Anton Tjechov                                                          | Lars Gerhard Norberg                 | Norrköping-Linköping stadsteater |
| 1961 | Chris                  | Se ditt rätta jag Michael Shurtleff                                            | Lars Barringer                       | Norrköping-Linköping stadsteater |
| 1962 | Rosette                | Lek ej med kärleken Alfred de Musset                                           | Ingrid Luterkort                     | Norrköping-Linköping stadsteater |
| 1962 | Julie                  | Fröken Julie August Strindberg                                                 | John Zacharias                       | Norrköping-Linköping stadsteater |
| 1963 | Georgie Barlow         | Kvinna i morgonrock Ted Willis                                                 | John Zacharias                       | Norrköping-Linköping stadsteater |
| 1963 | Hon                    | Ett drömspel August Strindberg                                                 | Olof Molander                        | Norrköping-Linköping stadsteater |
| 1964 | Drottning Eurydike     | Antigone Sofokles                                                              | Olof Molander                        | Norrköping-Linköping stadsteater |
| 1964 | Monika Stettler        | Fysikerna Friedrich Dürrenmatt                                                 | Lars Barringer                       | Norrköping-Linköping stadsteater |
| 1964 | Luisa                  | Fantasticks Tom Jones och Harvey Schmidt                                       | Lars Gerhard Norberg                 | Norrköping-Linköping stadsteater |
| 1964 | Olivia                 | Trettondagsafton, eller Vad ni vill William Shakespeare                        | John Zacharias                       | Norrköping-Linköping stadsteater |
| 1965 | Polly Browne           | Boy Friend Sandy Wilson                                                        | Lars Barringer                       | Norrköping-Linköping stadsteater |
| 1965 |                        | Kejsarens nya kläder Per Edström och Carl-Axel Dominique                       | Ernst Günther                        | Norrköping-Linköping stadsteater |
| 1965 | Magdalena              | Bernardas hus Federico García Lorca                                            | Lars-Levi Læstadius                  | Norrköping-Linköping stadsteater |
| 1965 | Grevinnan Almaviva     | Figaros bröllop Pierre de Beaumarchais                                         | Lars Gerhard Norberg                 | Norrköping-Linköping stadsteater |
| 1966 | Fan Chin-ting          | Muren Tankred Dorst                                                            | Sture Ericson                        | Norrköping-Linköping stadsteater |
| 1966 | Nille                  | Erasmus Montanus Ludvig Holberg                                                | Torsten Sjöholm                      | Norrköping-Linköping stadsteater |
| 1966 | Ella Desnica           | De tolv Bengt V. Wall                                                          | Lars Gerhard Norberg                 | Norrköping-Linköping stadsteater |
| 1966 |                        | Gertrud Hjalmar Söderberg                                                      | John Zacharias                       | Norrköping-Linköping stadsteater |
| 1967 | Vasilissa              | Natthärbärget eller På botten Maksim Gorkij                                    | Lars Gerhard Norberg                 | Norrköping-Linköping stadsteater |
| 1967 | Medverkande            | Å vilken härlig fred!, revy Hans Alfredson och Tage Danielsson                 | Bertil Norström                      | Norrköping-Linköping stadsteater |
| 1967 |                        | Ännu ej preskriberat Pi Lind                                                   | Pi Lind                              | Norrköping-Linköping stadsteater |
| 1968 | Hodel                  | Spelman på taket Joseph Stein, Jerry Bock och Sheldon Harnick                  | John Zacharias                       | Norrköping-Linköping stadsteater |
| 1968 | Lilly                  | Flotten Kent Andersson                                                         | Lars Gerhard Norberg                 | Norrköping-Linköping stadsteater |
| 1968 |                        | ”SOS” eller Sanningen Om Säkerheten Tore Zetterholm                            | Lars Gerhard Norberg                 | Norrköping-Linköping stadsteater |
| 1968 | Claudine               | Fanny Marcel Pagnol                                                            | Bertil Norström Lars Gerhard Norberg | Norrköping-Linköping stadsteater |
| 1968 | Yvette                 | Mor Courage och hennes barn Bertolt Brecht                                     | Torsten Sjöholm                      | Norrköping-Linköping stadsteater |
| 1969 | Cynthia                | Den verklige kommissarie Schäfer Tom Stoppard                                  | Torsten Sjöholm                      | Norrköping-Linköping stadsteater |
| 1969 | Rosa                   | Emigranten från Brisbane Georges Schehadé                                      | Bertil Norström                      | Norrköping-Linköping stadsteater |
| 1969 | Aldonza                | Mannen från La Mancha Dale Wasserman, Mitch Leigh och Joe Darion               | Lans-Erik Liedholm                   | Norrköping-Linköping stadsteater |
| 1970 | Anna                   | Wermlännigarne Fredrik August Dahlgren och Andreas Randel                      | Bertil Norström                      | Norrköping-Linköping stadsteater |
| 1970 |                        | Musik rätt och snett Barbro Hörberg                                            |                                      | Norrköping-Linköping stadsteater |
| 1970 |                        | Ä’ke det gudomligt Bertil Norström                                             | Bertil Norström                      | Norrköping-Linköping stadsteater |
| 1970 | Mamma                  | Prylar Ingrid Sjöstrand                                                        | Lars Gerhard Norberg                 | Norrköping-Linköping stadsteater |
| 1970 | Hippolyta Titania      | En midsommarnattsdröm William Shakespeare                                      | Torsten Sjöholm                      | Norrköping-Linköping stadsteater |
| 1971 |                        | Ivar Kreugers svindlande affärer Jan Bergquist och Hans Bendrik                | Evert Lindberg                       | Norrköping-Linköping stadsteater |
| 1971 | Cissie Kahn            | Hönssoppa med korngryn Arnold Wesker                                           | John Zacharias                       | Norrköping-Linköping stadsteater |
| 1971 | Borgmästarinnan        | Revisorn Nikolaj Gogol                                                         | Lars Gerhard Norberg                 | Norrköping-Linköping stadsteater |
| 1972 | Abbedissan             | Canterburysägner Martin Starkie, Nevill Coghill, Richard Hill och John Hawkins | Torsten Sjöholm                      | Norrköping-Linköping stadsteater |
| 1972 |                        | Östgötalek — Från ballad till polska Kerttu Thorén, Miguel Gomila, Arne Rassét |                                      | Norrköping-Linköping stadsteater |
| 1972 | Agnes A:son Lindegren  | Hoppsan i sängen Ray Cooney och John Chapman                                   | John Zacharias                       | Norrköping-Linköping stadsteater |
| 1973 | Sofia Magdalena        | Gustav III August Strindberg                                                   | Mimi Pollak                          | Norrköping-Linköping stadsteater |
| 1973 | Ladugårdspigan         | Herr Puntila och hans dräng Matti Bertolt Brecht                               | Jan Lewin                            | Norrköping-Linköping stadsteater |
| 1973 |                        | Kungens rosor Bertil Norström och Lars Gerhard Norberg                         | Lars Gerhard Norberg                 | Norrköping-Linköping stadsteater |
| 1974 | Charlotte Malcolm      | Sommarnattens leende Stephen Sondheim och Hugh Wheeler                         | Torsten Sjöholm                      | Norrköping-Linköping stadsteater |
| 1974 | Arsinoe                | Misantropen efter Molière Tony Harrison                                        | Torsten Sjöholm                      | Norrköping-Linköping stadsteater |
| 1974 |                        | Drottningens juvelsmycke Carl Jonas Love Almqvist                              | Torsten Sjöholm                      | Norrköping-Linköping stadsteater |
| 1975 |                        | Boccaccio Franz von Suppé och Bertil Norström                                  | Bertil Norström                      | Norrköping-Linköping stadsteater |
| 1975 | Göta Hedvig            | Göta Kanal Lars Gerhard Norberg, Bertil Norström och Jan-Olof Lindstedt        | Lars Gerhard Norberg                 | Norrköping-Linköping stadsteater |
| 1975 | Martha                 | Vem är rädd för Virginia Woolf? Edward Albee                                   | John Zacharias                       | Norrköping-Linköping stadsteater |
| 1976 | Mama Morton            | Chicago Fred Ebb, Bob Fosse och John Kander                                    | Torsten Sjöholm                      | Norrköping-Linköping stadsteater |
| 1976 | Irina                  | Måsen Anton Tjechov                                                            | Brigitte Ornstein                    | Norrköping-Linköping stadsteater |
| 1977 | Fru Capulet            | Romeo och Julia William Shakespeare                                            | Hans Elfvin                          | Norrköping-Linköping stadsteater |
| 1977 |                        | Kom i min famn Bertil Norström                                                 | Bertil Norström                      | Norrköping-Linköping stadsteater |
| 1994 | Elisabet I             | Maria Stuart Per Olov Enquist                                                  | Olle Johansson                       | Östgötateatern                   |